# Pedro Rizzo
Pedro Augusto Rizzo (ur. 3 maja 1974 w Rio de Janeiro) − brazylijski zawodnik mieszanych sztuk walki (MMA) oraz kickboxer. Trzykrotny pretendent do mistrzostwa UFC w wadze ciężkiej.

## Sportowa kariera
Karierę w sportach walki zaczynał w Brazylii od boksu tajskiego. Następnie pod okiem znanego z występów w UFC Marco Ruasa zaczął trenować mieszane sztuki walki. Swój pierwszy zawodowy pojedynek MMA stoczył w 1996 roku w Holandii. W tym samym roku wygrał w Brazylii drugą edycję turnieju World Vale Tudo Championship, w finale nokautując Amerykanina Vernona White'a.

### UFC
Niepokonany w pięciu walkach z rzędu, w październiku 1998 roku zadebiutował w UFC, gdy podczas gali UFC Brazil w São Paulo znokautował Davida "Tanka" Abbotta. Trzy miesiące później (UFC 18) pokonał przez decyzję byłego mistrza UFC w wadze ciężkiej Marka Colemana. Dwie kolejne wygrane przez nokaut (z Telligmanem i Kōsaką) sprawiły, że otrzymał szansę walki o mistrzostwo UFC w wadze ciężkiej. Zmierzył się o nie 9 czerwca 2000 roku na gali UFC 26 w Cedar Rapids z obrońcą tytułu Kevinem Randlemanem. Rizzo doznał pierwszej porażki w karierze, ulegając Amerykaninowi przez decyzję sędziów po 5 zaciętych rundach.
W dwóch następnych pojedynkach tryumfował przed czasem nad Danem Severnem i dotychczas niepokonanym Joshem Barnettem. Dzięki temu zdobył sobie reputację najlepszego uderzacza w UFC i stał się najlepiej ówcześnie opłacanym zawodnikiem organizacji.
4 maja 2001 roku w Atlantic City (UFC 31) po raz drugi stanął do walki o mistrzostwo UFC. Jego rywalem był Randy Couture, który odebrał wcześniej tytuł Randlemanowi. Pojedynek ten jest uznawany za jeden z najbardziej dramatycznych w historii UFC. W pierwszej rundzie broniący tytułu Couture całkowicie zdominował Rizzo w parterze, trafiając go licznymi ciosami pięściami, jednak w drugiej to Brazylijczyk był bliski znokautowania rywala. W trzeciej i czwartej obaj zawodnicy byli już wyraźnie zmęczeni i żaden z nich nie przejął trwałej inicjatywy, choć Amerykaninowi udał się wykonać obalenia. W piątej przewagę miał ponownie Rizzo. Sędziowie przyznali zwycięstwo Couture'owi, decyzja ta spotkała się jednak z krytyką komentatorów i widzów. Władze UFC zarządziły więc rewanż. Doszło do niego 2 października 2001 roku w Paradise. Tym razem Couture wygrał bezdyskusyjnie − przez techniczny nokaut w trzeciej rundzie.
W latach 2002–2003 walczył w UFC ze zmiennym powodzeniem, trzykrotnie wygrywając (m.in. z Andrejem Arłouskim i Ricco Rodriguezem), ale też dwukrotnie przegrywając z niżej notowanymi rywalami.

### PRIDE FC
W 2005 roku podpisał kontrakt z największą ówcześnie organizacją MMA na świecie, japońską PRIDE Fighting Championships. W debiucie, podczas gali PRIDE Critical Countdown 2005 przegrał przez techniczny nokaut z Siergiejem Charitonowem. Kolejna porażka siedem miesięcy później przez ciężki nokaut z innym Rosjaninem, Romanem Ziencowem zakończyła karierę Rizzo w Japonii.

### Po 2006
Na ring powrócił dopiero po ponad rocznej przerwie, gdy występując w barwach amerykańskiej organizacji Art of War pokonał Justina Eilersa i Jeffa Monsona. W 2008 roku na gali Affliction: Banned zmierzył się po raz drugi w swojej karierze z Joshem Barnettem. Tym razem Amerykanin okazał się lepszy, nokautując Brazylijczyka. Od tego czasu Rizzo walczył dla mniejszych organizacji, pokonując m.in. Monsona (po raz drugi) oraz Kena Shamrocka.
21 czerwca 2012 roku, po niemal dwuletniej przerwie w startach spowodowanej m.in. kontuzją, zmierzył się na gali M-1 Global w Petersburgu z Fiodorem Jemieljanienką. Rizzo przegrał przez KO na początku 1. rundy. Była to ostatnia walka utytułowanego Jemieljanienki w karierze.
12 września 2015 stoczył zwycięski pojedynek z Andrew Floresem. Po tej walce głosił przejście na sportową emeryturę i zakończenie kariery.